# Basile Peteinos
Basile Peteinos (en grec ancien : Βασίλειος Πετεινός; † après mars 961 dans l’Île de Marmara) est un haut-gradé de l’armée impériale byzantine sous Constantin VII Porphyrogénète (r. 913 - 959). Il tente sans succès de mener un complot contre son successeur Romain II en 961. 

## Biographie
Selon Jean Skylitzès, Basile Peteinos était un ami d’enfance et un confident de Constantin VII Porphyrogénète. Ce dernier était le fils de l'empereur Léon VI le Sage de la dynastie macédonienne et de sa maîtresse Zoé Carbonopsina qu’il épousa en quatrièmes noces, ce qui suivant les canons de l’Église orthodoxe faisait de Constantin un enfant illégitime. Celui-ci sera néanmoins légitimé et associé au trône le 9 juin 911.
À la mort du frère et successeur de Léon VI, Alexandre, en 913 Constantin a sept ans et un conseil de régence est mis en place alors que Byzance est en lutte contre les Bulgares. Encouragé par son précepteur, le patriarche Nicolas Ier Mystikos (patriarche 901-907 et 912-925), Constantin fait appel au général Romain Lécapène qui impose son autorité, fait épouser sa fille Hélène Lécapène, à Constantin VII et, en 920, se proclame lui-même basileus sous le nom de Romain Ier (r. 920 - 944). Mais s’il respecte Constantin et son titre, il fait proclamer ses trois fils coempereurs, plaçant l'aîné, Christophe, immédiatement après lui, et reléguant donc Constantin en troisième position. L’empire a désormais cinq empereurs associés : Romain Ier, son fils Christophe, Constantin VII, et les frères Étienne et Constantin Lécapène. La mort de Christophe en 931 rétablit Constantin dans son rôle d’héritier présomptif, les deux frères Étienne et Constantin étant encore enfants.
En 944, Basile Peteinos sert dans la garde rapprochée de l’empereur, l’Hetaireia. Constantin aurait alors encouragé les deux fils cadets de Romain Ier à se révolter contre leur père,. La révolte réussit : en décembre 944 Romain Lécapène est renversé et enfermé dans un monastère ; mais la population de Constantinople, restée fidèle à la dynastie macédonienne, impose aux deux frères de partager le pouvoir avec Constantin VII. En janvier 945, Étienne et Constantin essaient de se débarrasser de lui mais échouent, et on les enferme aussi dans des monastères. Désormais, Constantin VII est seul empereur,. Pour ses services Basile est nommé commandant de la garde impériale (megas hetaireiarches). Par la suite Peteinos demeura un membre proéminent de la cour de Constantin VII. Si l’on en croit la Vie de Luc le Nouveau Stylite, il fut promu au rang le plus élevé de cette cour, celui de patrikios  et se lia d’amitié avec le patriarche de Constantinople, Théophilacte (patriarche : 933 - 956). Rien ne permet de croire, comme l’affirme la chronique Théophane continué qu’il aurait comploté contre Constantin VII, que le complot aurait été découvert et Peteinos exilé,. 
Par contre, après la mort de Constantin VII en 959, il prit la tête d’une conspiration contre le fils et successeur de celui-ci, Romain II (r. 959 - 963).  Amateur de plaisirs et débauché, celui-ci se hâta de remplacer ceux qu’il considérait comme ses ennemis à la cour de son père par des amis personnels comme Joseph Bigras, déjà bien en place sous le régime précédent. C’est ainsi qu’il remplaça Peteinos comme grand hétériarque et patrice par le moine défroqué Jean Choerina, chassé du palais par Constantin VII pour ses mœurs dissolus. Une conspiration se trama, réunissant plusieurs hauts dignitaires de la cour visant à assassiner Romain II et à le remplacer par Peteinos. Il fut éventé toutefois par l’un des conspirateurs en mars 961 et ceux-ci furent tous arrêtés. Si on épargna à Petinos lui-même les tortures auxquelles furent soumis les autres comploteurs, il fut, avec eux, humilié publiquement, paradé dans les rues de Constantinople avant d’être tonsuré et exilé. Ses complices devaient être pardonnés plus tard par Romain II, mais Peteinos lui-même demeura en exil sur l’ile de Marmara jusqu’à sa mort.